# Sabah Sanhouri

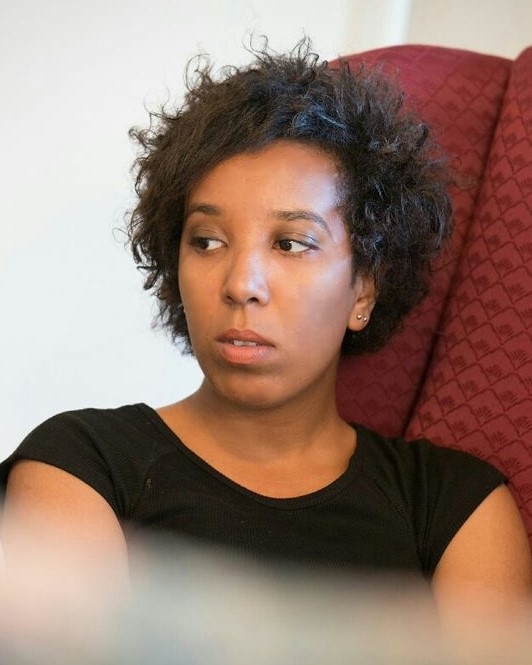
Sabah Sanhouri (2015)

Sabah Sanhouri (arabisch صباح سنهوري, DMG Ṣabāḥ Sanhūrī; geboren am 18. Dezember 1990 in Khartum, Sudan) ist eine sudanesische Schriftstellerin. Sie schreibt auf Arabisch und wurde durch ihre Kurzgeschichten, Gedichte und den Roman Paradise bekannt. Einige ihrer Werke wurden ins Französische, Englische oder Deutsche übersetzt und in Anthologien mit sudanesischer Literatur veröffentlicht.

## Leben und Werk
Neben ihrer Arbeit als Autorin von Essays, Gedichten und Belletristik war Sanhouri als Mentorin für junge sudanesische Schriftsteller aktiv, indem sie mehrere Workshops mit dem Titel #OneDayFiction in verschiedenen Städten des Sudans durchführte. Das Alter der jungen Teilnehmer lag zwischen 18 und 28 Jahren und umfasste auch junge Menschen mit Behinderung und Jugendliche in Gefängnissen. Gefördert wurden diese Workshops unter anderem von der Kulturabteilung der italienischen Botschaft im Sudan sowie vom deutschen Kulturzentrum – Goethe-Institut – in Khartum. 2014 wurde sie zum International Writing Program der University of Iowa in den USA eingeladen. Sie ist Mitglied des sudanesischen Schriftstellerverbands und hielt 2018 einen TEDx-Vortrag über ihre Herangehensweise an das Schreiben. Im September 2016 war sie Gast beim Internationalen Literaturfestival in Berlin und 2019 beim Festival für Literatur „Afrikanische Perspektiven“ in Köln. Für den 11. September 2022 kündigte das Internationale Literaturfestival Sanhouris Teilnahme erneut an, diesmal zusammen mit der Schriftstellerin Stella Gaitano aus dem Südsudan.
2009 gewann ihre Kurzgeschichte Isolation den Tayeb Salih Creative Writing Award für junge Autoren im Sudan und wurde zunächst auf Arabisch unter dem Titel العزلة und danach auch in französischer und englischer Übersetzung veröffentlicht. In seinem Artikel zum Thema Entfremdung in der modernen sudanesischen Literatur charakterisiert der Übersetzer und Herausgeber der Anthologie The Book of Khartoum, Max Shmookler, diese Geschichte als Ausdruck einer einsamen Erzählerin und der trostlosen, dystopischen Stadt, in der sie sich befindet. Darüber hinaus wies er auf Sanhouris straffen, knappen Stil hin, der ohne die üblichen Stilmittel und den klanglichen Reiz arabischer Prosa auskommt.
Eine Verfilmung von Isolation wurde 2013 in Jordanien vom Filmregisseur Burhan Saadah produziert. 2015 wurde Mirrors, ihr erster Sammelband von Kurzgeschichten, in Ägypten veröffentlicht, und 2019 erschien ihr erster Roman mit dem Titel Paradise in Khartum. In einer Rezension auf Arabisch charakterisierte das Internet-Kulturmagazin Geel gadeed (dt.: neue Generation) diesen Roman wie folgt: „Die Werke von Sabah Sanhouri zu lesen, ist für mich eine riskante Reise, wie das Betreten eines verlassenen Kinderparks in einer Stadt, in der ein Atomreaktor explodiert ist. Man könnte durch strahlenverseuchte Mineralien Krebs bekommen, und eine hungrige Schlange könnte sich auf dein Bein stürzen. Die Lesereise wird noch gefährlicher, da die Autorin deiner Generation angehört.“

### RomanParadisein deutscher Übersetzung
Im Juli 2022 erschien ihr Roman Paradise auf Deutsch, übersetzt von Christine Battermann, herausgegeben von Rafik Schami. Rund um die fiktive Agentur „Paradise“ versucht eine Content-Autorin namens Salam, ihrem Job gerecht zu werden, indem sie Szenarien über Suizide schreibt, die auf die Kunden der Agentur zugeschnitten sind. Die fast endlose Reihe von Selbstmorden der Geschichte wurde als Suche nach dem Sinn des Lebens interpretiert, und der sudanesische Schriftsteller Abdelaziz Baraka Sakin schrieb darüber: „Ich konnte mich von der seltsamen Welt von Paradise nicht losreißen, von seinen Figuren, die am Rande des Todes stehen, während sie aus freien Stücken in einen dunklen Abgrund rutschen, in eine Hölle, die sich ihr Verstand als Himmel vorstellt, oder die ihnen von einer Agentur in Form von ewiger Hoffnung und Erlösung verkauft wird.“ Der Literaturkritiker Ibrahim Abdin schrieb dazu auf der Seite des Verlags: „Sabah Sanhouri hat eine neue Form des Schreibens geschaffen, die sich gegen die statische kulturelle, politische und soziale Realität des Sudans auflehnt.“ Anlässlich einer Lesung der Autorin im September 2022 attestierte Thomas Rahmann dem Roman einen „beißenden Kontrast von Himmel und Hölle, Illusion und Realität.“ Sanhouris Sarkasmus bezieht sich auch auf politisch einseitige Medien im Land ihrer fiktiven Handlung und enthält politische Anspielungen, etwa in Bezug auf die im Sudan verbreitete Benennung von sogenannten „Märtyrern“. Weiterhin spielen mehrere weibliche Romanfiguren eine Rolle, die unter ihrer Gesellschaft leiden, mit ihr hadern oder gegen diese ankämpfen". - Weiterhin wurde in einem Podcast von WDR3 im November 2022 eine Rezension des Romans veröffentlicht.

## Werke
- Isolation (2009). Kurzgeschichte in Arabisch, Französisch und Englisch, veröffentlicht im Online-Magazin Words without Borders[17] und in der französischen Anthologie Nouvelles du Soudan.[18]
- Mirrors. Kurzgeschichten (2015). Merit Publishing House, Kairo, Ägypten.
- Paradise. Roman (2019). Almosawarat Publishing, Khartum.[19]
deutsche Übersetzung (2022): Paradise. Schiler & Mücke, Berlin. ISBN 978-3-89930-440-4.